# ناثان ميلر (متزلج فني)
ناثان ميلر (بالإنجليزية: Nathan Miller)‏ هو متزلج فني أمريكي، ولد في 18 يوليو 1988 في ليتل روك في الولايات المتحدة.

## وصلات خارجية
- ناثان ميلر على موقع الاتحاد الدولي للتزلج (الإنجليزية)
- ناثان ميلر على موقع الاتحاد الدولي للتزلج (الإنجليزية)